# Prefettura di Toyama
Toyama (富山県?, Toyama-ken) è una prefettura giapponese di 1 120 320 abitanti (ad ottobre 2000), con capoluogo a Toyama. Si trova nella regione di Chubu, sull'isola di Honshū.

## Geografia fisica
La prefettura di Toyama confina ad est con le prefetture di Niigata e Nagano, a sud con la prefettura di Gifu e ad ovest con la prefettura di Ishikawa.
È bagnata a nord dal Mar del Giappone che forma lungo le coste della prefettura un'ampia baia.

### Città
Nella prefettura di Toyama ci sono 10 città:
| - Himi - Imizu - Kurobe - Namerikawa - Nanto | - Oyabe - Takaoka - Tonami - Toyama (capoluogo) - Uozu |

### Paesi e villaggi
La prefettura include 2 distretti.
| - Distretto di Nakaniikawa - Funahashi - Kamiichi - Tateyama | - Distretto di Shimoniikawa - Asahi - Nyūzen |